# Tottarps socken
Tottarps socken i Skåne ingick i Bara härad, ingår sedan 1971 i Staffanstorps kommun och motsvarar från 2016 Tottarps distrikt. 
Socknens areal är 9,14 kvadratkilometer varav 9,07 land. År 2000 fanns här 313 invånare. Orten Djurslöv samt kyrkbyn Tottarp med sockenkyrkan Tottarps kyrka ligger i socknen. 

## Administrativ historik
Socknen har medeltida ursprung. 
Vid kommunreformen 1862 övergick socknens ansvar för de kyrkliga frågorna till Tottarps församling och för de borgerliga frågorna bildades Tottarps landskommun. Landskommunen uppgick 1952 i Staffanstorps landskommun som ombildades 1971 till Staffanstorps kommun. Församlingen uppgick 2002 i Uppåkra församling.
1 januari 2016 inrättades distriktet Tottarp, med samma omfattning som församlingen hade 1999/2000.
Socknen har tillhört län, fögderier, tingslag och domsagor enligt vad som beskrivs i artikeln Bara härad. De indelta soldaterna tillhörde Södra skånska infanteriregementet, Torna och Livkompaniet och Skånska dragonregementet, Torna skvadron, Sallerups kompani.

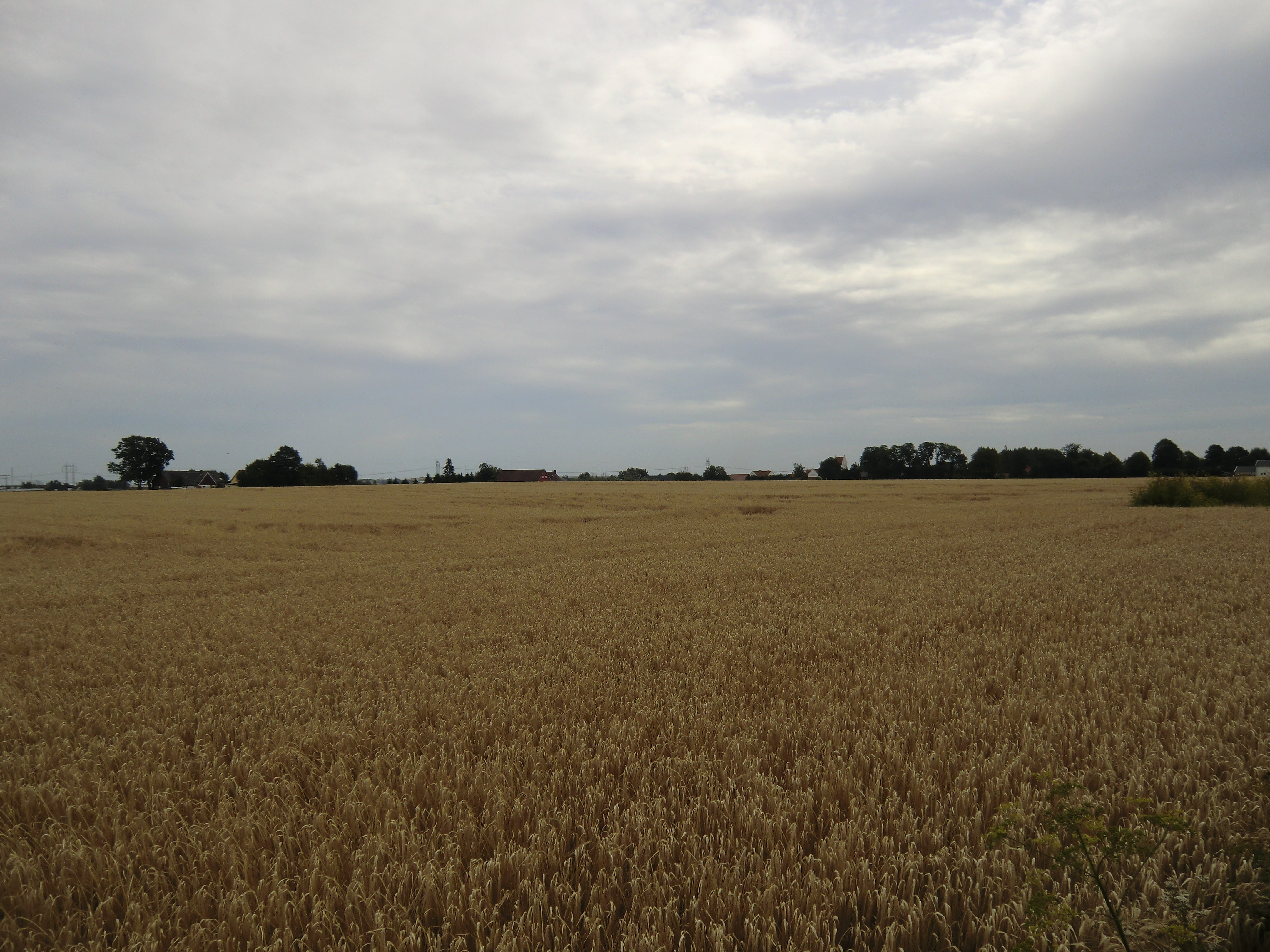
Vetefält i Tottarps socken. Vy mot kyrkan i söder.

## Geografi
Tottarps socken ligger söder om Lund. Socknen är en odlad slättbygd.

## Fornlämningar
Några boplatser från stenåldern är funna. Från bronsåldern finns en gravhög.

## Namnet
Namnet skrevs 1269 Thothathorp och kommer från kyrkbyn. Förleden innehåller troligen ett mansnamn motsvarande dagens Totte. Efterleden innehåller torp, 'nybygge'..